# Bayan Khan
Bayan Khan fou kan de l'Horda Oriental (Horda Blava a les fonts turcomongoles i russes i Horda Blanca a les fonts perses) coneguda com a ulus d'Orda, fill i successor de Kubunji, que va governar vers 1302 a 1309. És el Bohu de la llista de kans de la Xina (el Yuan Shi). D'Ohsson l'esmenta com a Nayan.
Kubinji o Kochi o Köchü va morir vers el 1301/1302 (segons Abu l-Fida el 701 de l'hègira que va del setembre del 1301 al l'agost del 1302) a causa de la seva obesitat. Segons Abu l-Fida va deixar sis fills: Bayan, Koblokum, Tok Timur, Buka Timur, Mongatai i Sasai, que es van disputar la successió fins que Bayan, el fill gran, es va imposar. Segons altres fonts va deixar només quatre fills: Bayan, Bajgsartai, Chaganbuka i Magatai i la lluita referida per la successió es va limitar a Batan i Kobluk o Kiulek, un cosí i rival (segons Rashid al-Din Hamadani). Howorth assegura que Bayan el va succeir en els seus dominis ancestrals mentre Kobluk va dominar Gazni i Bamian.
D'Ohsson diu que va tenir una llarga lluita amb Duwa (kan de Txagatai 1282–1307) i Kaidu Khan que estaven aliats que donaven suport a Kobluk i es van lliurar quinze batalles; llavors ja estava molt debilitat i va proposar al Il-kan de Pèrsia i al khakan de la Xina atacar els seus enemics comuns per tres costats al mateix temps; el pla prometia però no fou portat a terme perquè el khakan, escoltant el suggeriment de la seva mare, no es va voler aventurar tan lluny i finalment els ambaixadors de Nayan a Pekín foren reenviats amb bones paraules. Abu l-Fida diu que el 709 de l'hègira (juny de 1309 a maig de 1310) va aconseguir expulsar a Kobluk del seu domini a Gazni però Kobluk va reunir els seus seguidors i ho va poder recuperar; en la narració d'Abu l-Fida això fou en vida de Bayan, que sembla que va morir poc després; també Kobluk hauria mort poc després deixant com a successor al seu fill Kash Timur, que no va aconseguir consolidar el seu poder a Gazni i Bamian.
A Bayan el va succeir el seu fill Sasibugha (Sasibuka); segons Abu l-Fida, un germà de Bayan, de nom Mangatai, fou obeït per una part de l'Horda i va governar a Gazni i Bamian.
| Bayan Khan Casa de Borjigin (Боржигин) (1206-1634) |                                 |                        |
| Precedit per: Köchü                                | Khan de l'Horda Blava 1302-1309 | Succeït per: Sasibugha |